# دالاس
دالاس، هي مدينة تقع في ولاية تكساس الأمريكية، وتُعدّ الأكثر اكتظاظًا بالسكان في منطقة دالاس–فورت وورث الحضرية، وهي أكبر منطقة حضرية في تكساس، ورابع أكبر منطقة حضرية في الولايات المتحدة، حيث يقطنها نحو 7.5 ملايين نسمة. تُعد دالاس أيضًا المركز السكاني الأكبر ومقرّ مقاطعة دالاس، وتمتد مساحتها البالغة نحو 386 ميلًا مربعًا إلى مقاطعات كولين ودينتون وكوفمان وروكوول. ووفقًا لتعداد عام 2020، بلغ عدد سكان المدينة 1,304,379 نسمة، مما يجعلها تاسع أكبر مدينة في الولايات المتحدة من حيث عدد السكان، والثالثة في تكساس بعد هيوستن وسان أنطونيو.
تقع دالاس في شمال تكساس وتُعتبر القلب الحضري الرئيسي لأكبر منطقة حضرية داخلية في البلاد لا تمتلك منفذًا مائيًا ملاحيًا إلى البحر. نشأت المدينة ونمت بالأساس بفضل مدّ خطوط السكك الحديدية التي ربطتها بمصادر القطن والمواشي، ولاحقًا النفط، في شمال وشرق تكساس. وساهم إنشاء نظام الطرق السريعة بين الولايات في ترسيخ مكانة دالاس كمركز نقل رئيسي، حيث تتقاطع فيها أربعة طرق سريعة رئيسية، بالإضافة إلى طريق دائري خامس يحيط بالمدينة. وأسهم هذا أيضًا في تحوّل المدينة إلى مركز صناعي ومالي بارز وميناء داخلي رئيسي، خاصة مع إنشاء مطار دالاس–فورت وورث الدولي، أحد أكبر وأكثر المطارات ازدحامًا في العالم.
تشمل أبرز قطاعات اقتصاد المدينة المتنوع الدفاع، والخدمات المالية، وتقنية المعلومات، والاتصالات، والنقل. وتحتضن منطقة دالاس–فورت وورث 23 شركة مدرجة في قائمة فورتشن 500، ما يجعلها الثانية على مستوى تكساس، والرابعة على مستوى الولايات المتحدة، وتتمركز 11 من هذه الشركات ضمن حدود دالاس نفسها. كما تضم المنطقة أكثر من 41 كلية وجامعة، وهو أكبر عدد من المؤسسات التعليمية العليا في أي منطقة حضرية بتكساس.
تتميز دالاس بتنوعها العرقي والديني، وتُعد من أكبر المدن التي تحتضن مجتمع الشواذ في الولايات المتحدة.

## توأمة
لدالاس اتفاقيات توأمة مع كل من:
- تايبيه (1997 - )
- برنو
- ديجون
- مونتيري
- ريغا
- ساراتوف
- سنداي
- تيانجين
- داليان
- نانجينغ
- تروخيو (14 مايو 2013 - )[18]
- توزلا

## أعلام
- ستيفي راي فوغن
- جاك كيلبي
- أشر
- لامار هنت
- أوين ويلسون
- جنسن آكلز
- روبين رايت
- لاري هاغمان
- نورمان بورلاوج
- بولي كارب كوش
- غرير غارسون
- ليفين ميجر لويس